# 銃声とダイヤモンド
『銃声とダイヤモンド』（じゅうせいとダイヤモンド）は、2009年6月18日発売のPlayStation Portable用のアドベンチャーゲームである。

## 概要
『かまいたちの夜』（1994年）、『街 〜運命の交差点〜』（1998年）などの数々の人気サウンドノベルを手がけた、麻野一哉がシナリオ監修・演出を担当。基本的には普通に読み進めていくノベルゲームであるが、このゲームの特徴に「交渉システム」がある。プレイヤーは交渉人となり、人質を取って立て篭もった犯人などを説得し、事件を解決することになるが、交渉はリアルタイムで進行していき、犯人と会話する中で、会話選択を行う。同じ会話コマンドでも入力のタイミングによって交渉相手の対応が変化したり、コマンドそのものが変化することもある。

## ストーリー
作品の舞台は近未来の東京。立てこもり事件や誘拐事件などの凶悪犯罪に対抗するために警視庁は警視庁交渉準備室、通称「ゼロ課」を設立した。主人公は交渉人鬼塚陽一で、このゼロ課に所属して、事件を解決していくことになる。

## 登場人物

### 警視庁刑事部捜査第１課　交渉準備室　通称「ゼロ課」
鬼塚 陽一(オニヅカ ヨウイチ)
本作の主人公。ニューヨーク市警で交渉術を学んだ、フリーの交渉人。その能力は折り紙付きで、大胆な駆け引きや、犯人のわずかな言葉尻を捉える鋭さを持つ。時にはハッタリや嘘、見え透いた時間稼ぎなどを駆使して犯人を納得させる。だが、それら行為の根底にあるのは、人質も犯人も、全員死なせることなく救いたいという崇高な信念である。交渉術は時折日常でも使用するが、無礼なもの(名前をわざと間違えるなど)でも誰にでも行う為、時には人の怒りを買うこともある。以前は捜査一課の刑事だったが、辞職している。ゼロ課に入る前はギャンブルに嵌っており、競艇で作った借金に悩まされていたところをゼロ課へスカウトされた。モッケイという名の犬を飼っている。種はワイマラナー。
神崎 ひろみ（カンザキ -）
ゼロ課の記録係。階級は警部補。ゼロ課に配属される前は組織犯罪対策部の刑事だった。直情的かつ融通の利かない性格で、当初は鬼塚と衝突することもあったが、様々な事件を共に解決する中で確かな信頼関係を築いていく。ゲーム中では一度だけ、プレイヤーが神崎を操作して犯人との交渉を行う場面が存在する。
片桐 勇作（カタギリ ユウサク）
ゼロ課の指揮官。階級は警視。増加の一途を辿る凶悪犯罪に対応するために、交渉専門のゼロ課の必要性を早期から強く認識していたうちの一人であり、前日譚では自ら鬼塚や中村を熱心にゼロ課へ勧誘する姿も描かれた。鬼塚と同じく、犠牲を出すことを何よりも嫌う清廉な人物でありつつも、管轄外の事件を捜査するために「ゼロ課の全員で休暇を取る」という大胆な手を打つなど、経験豊富な指揮官らしい老獪な面も併せ持っている。
中村 啓介（ナカムラ ケイスケ）
ゼロ課のプロファイラー。ゼロ課に来る前はアメリカのシンクタンクで働いており、片桐の勧誘を受けて合流した。鬼塚は交渉の直前に中村とプロファイリングを行えることがあり、それまでのストーリー中で得られたキーワードを提示することによって、犯人との交渉において気を付けるべき点などのヒントを得ることができる。
高梨 春（タカナシ ハル）
ゼロ課のアシスタント。階級は巡査部長。元は捜査一課の所属で、小山田の部下だった。見かけによらず腹が据わっており、犯人への差し入れなど危険な任務においても全く物怖じしない。自他ともに認める特別な聴覚の持ち主で、人間の可聴域を超えている犬笛の音を聞き分けたり、他の人が気づかなかった銃声を聞き取ったりできる。「前世は犬だった」「犬と会話できる」というのが本人の談であり、鬼塚の飼い犬であるモッケイと仲良くなる。また、国際C級ライセンスを持っており、運転の腕も人並み外れている。
野村 裕也（ノムラ ユウヤ）
ゼロ課の交渉人見習い。階級は警部補。元は捜査一課の刑事としてエピソード０から登場していたが、鬼塚の交渉にたびたび関わったことで感銘を受けたとして、エピソード２の序盤で自ら希望する形でゼロ課に異動する。
立てこもった犯人に対して「犯人のかたに申し上げます」と呼びかけ始めるなど、どこか抜けているところがある。
もじゃもじゃ頭が特徴。犬を苦手としており、鬼塚の飼い犬でよくしつけられているモッケイをも怖がるほど。

### 警視庁刑事部捜査第１課
小山田 信（オヤマダ マコト）
捜査１課の理事官。階級は警視正。短慮な性格であり、現場の人間を振り回し混乱を招くことから「ぶちこわしの小山田」の異名を持つ。
かつて鬼塚が警視庁の刑事として勤めていた際、鬼塚の交渉失敗を受けて強引な突入を行い死者を出し、鬼塚が警視庁を離れるきっかけを作った人物。
SITを指揮している関係上、任務が重なることのあるゼロ課を目の敵にしており、事あるごとにゼロ課の邪魔をしてくる。
鯨岡 集（クジラオカ シュウ）
捜査１課の刑事。階級は警部。
小山田の腰ぎんちゃくであり、小山田が敵視するゼロ課への嫌がらせなどを行うが、鬼塚に軽くあしらわれたり片桐に一喝されて引き下がったりと、情けない対応に終わることが多い。
エピソード０に登場した沢田が警視庁に赴いた際に応対したが、沢田が車上荒らしの犯人を訴えたにもかかわらずまともに取り合わなかったため、同話のコンビニ立てこもり事件を引き起こした遠因と言える。

### 警視庁刑事部捜査第１課 特殊捜査班
北村 良治（キタムラ ヨシハル）
SIT、狙撃班のエース。現場では指揮官を兼任しており、突入班に指示を出す。
片桐警視とは同期であり、互いに強い信頼関係で結ばれている。
西脇 佐和子（ニシワキ サワコ）
SIT、狙撃班の観測手（スポッター）。狙撃のエースである北村とは二人一組で行動することが多い。
観測手としての風を読む分析力に長けているが、狙撃手としての腕にも定評がある。

### 警視庁組織犯罪対策部
井上 健太（イノウエ ケンタ）
組織犯罪対策部の警部。スキンヘッドの強面で、受話器越しにも周りに聞こえるほどの大声が特徴。
神崎のことを気に入っており、ゼロ課に移った後も、機会があれば組織犯罪対策部に戻ってくるよう言うほど気にかけている。
初登場のエピソード２以降、ゼロ課が絡むのがことごとく暴力団やマフィアぐるみの犯罪ということもあり頻繁に登場し、最終的にはゼロ課の戦力に数えられるほど頼られる存在となる。

### 民間人
グレン・サトウ
日系四世のアメリカ人。かつてニューヨーク市警に所属しており、鬼塚に交渉のイロハを教えた先輩。
現在は東京にある倒産寸前の板金工場を買い取り、そこを自宅兼作業場とし、鉄骨を使ったオブジェを制作するアーティストとして活動している。
紛争を助長する存在である武器商人を憎悪しており、その仲介役であるエデンボリの調査を鬼塚に依頼してくる。
佐伯 竜之介（サエキ リュウノスケ）
グレンの作業場の近所に住んでいる美大生。グレンが作るキリンのオブジェに感銘を受けて以降親しくなり、彼に対して敬愛に近い感情を抱いている。
「はかないもの」を好む廃墟マニアで、関東近辺の廃墟は全て回ったと豪語する。
喋り方に独特のアクセントがあり、会話中のセリフの半端なところでウェイトが挟まるなどの形で表現されている。

## スタッフ
- デベロップスタッフ 
  - エグゼクティブプロデューサー：川野忠仁、後藤滋
  - 監修／演出：麻野一哉
  - ディレクター：佐々木真治
  - プロジェクトマネージャー：笹平大介
  - シナリオ：コバヤシヒロカズ (VALIS)、上杉直子 (VALIS)
  - プログラム：青松正二、根本賢二
  - スクリプトエンジン：福沢正
  - 演出：田口啓之、山本浩、清水一男
  - グラフィック：田中政至、神崎達朗、岩崎出輝、河村由来、大木友和 (PlayStation®CAMP!)
- ウェルツアニメーションスタジオ
  - 制作スタッフ 
    - 宮島英豪
    - エノゲ
    - 八木昌彦
    - 木匠仁也
    - 佐藤明登
    - 田中丸善慶
    - 畠中旭
    - 赤羽秀幸
    - 吉川信行
    - 平沼正樹
- タイトルロゴ：後藤滋
- スペシャルサンクス：國安一将、三村欣也、山中良之、丹羽亮輔、吉澤正光、宮崎剛、小澤久欣、森田健治
- ノイジークローク
  - サウンドプロデューサー：坂本英城
  - 音楽：いとうけいすけ
  - 効果音：湯川強
  - バンドネオン：北村聡
  - バイオリン：今野均
  - ギター：浅田靖
  - エンジニア：河野真人
  - スペシャルサンクス：根木誠一（株式会社フィルイン）、井上乃梨己（有限会社イノックスワークス）、保科由貴、須永優子、川越康弘
- SCEジャパンスタジオ
  - プロモーション：西島卓、石川香代、山本悠平、片寄泰蔵
  - セールス：植田浩、増本光高、恩田康一郎
  - QAマネジメント：菅原修
  - QAスタッフ：富田亜紀、角田七奈、片桐久美子、金子歩、遠藤彩子、高橋理、金田浩明、柳本典子、山口征将、武田彩子
  - チューニングマネジメント：中村信也、磯野奈緒子
  - チューニングスタッフ：川合滋、下野鉄平、戸張翔太、福永由美恵、小畑陽
  - パッケージコーディネート：小宮浩典、新居康子、崎前敦之、谷原玲子、菅沼謙二 (SMC)
  - パッケージデザイン：鈴木茂雄 (ROUND)
  - マニュアルライティング：中村美奈子、石井誠
  - スペシャルサンクス：椎名寛、小島英士、荒木令奈、鈴田健、金子愛、折原由佳
- アソシエイトプロデューサー：北川竜大
- プロデューサー：鈴木達也
- シニアプロデューサー：山本正美
- エグゼクティブ・プロデューサー：金子孝弘
- スーパーバイザー：吉田修平、小林康秀、ショーン・レーデン、佐々木誠義

## 評価
ゲーム誌「ファミ通」の「クロスレビュー」では合計32点（満40点）でゴールド殿堂入りを獲得している。

## 関連作品

### 交渉体験版
2009年4月27日より、PlayStation Storeにて『交渉体験版』の配信が開始された。
これはゲームのプロローグ部分を先行プレイする通常の体験版とは違い、製品版では描かれない『ゼロ課』設立までのプレストーリー（いわゆる第0話）を描いている。